# Sleaford Mods
Sleaford Mods is een Engels postpunk duo uit Nottingham. Zanger Jason Williamson en muzikant Andrew Fearn beleefden in 2013 hun doorbraak met het album Austerity Dogs. Hun repertoire is kritisch op de sterke maatschappelijke tweedeling in Groot-Brittannië. Ze zijn de favoriete band van Iggy Pop.  In 2022  werken ze samen met de dancegroep Orbital op het nummer Dirty Rat. Het nummer is een aanklacht tegen het beleid van de Tory Party.

## Discografie (selectie)
- Sleaford Mods (2007)
- The Mekon (2007)
- The Originator (2009)
- S.P.E.C.T.R.E. (2011)
- Wank (2012)
- Austerity Dogs (2013)
- Divide And Exit (2014)
- Key Markets (2015)
- English Tapas (2017)
- Eton Alive (2019)
- Spare Ribs (2021)
- UK Grim (2022)